# 三宅伸吾
三宅 伸吾（みやけ しんご、1961年〈昭和36年〉11月24日 - ）は、日本の政治家。
参議院議員（2期）、参議院財政金融委員長、防衛大臣政務官兼内閣府大臣政務官（第2次岸田第2次改造内閣・第1次石破内閣）、外務大臣政務官（第1次岸田内閣・第2次岸田内閣）、参議院外交防衛委員長、自由民主党政務調査会環境部会部会長、同副会長、同党参議院政策審議会副会長などを歴任した。

## 経歴

### 生い立ち
香川県志度町（現・さぬき市末）出身。農家の長男として生まれる。夜なべ仕事をする両親の背中を見て育つ。志度小学校の末分校に通い、ガキ大将として山里を駆け回る。 5年生からは自転車で峠を下り、本校に通学。この頃からサッカーを始める。
志度中学では柔道部などに所属。卒業時158センチと小柄ながらも黒帯取得、現在は178センチ。藤井学園寒川高校に半年ほど通い、その後、新聞配達をしながら受験勉強。香川県立高松高校ではサッカー部のゴールキーパーとして香川県大会、四国大会ではともに準優勝に導く。

### 新聞記者として
早稲田大学政治経済学部政治学科卒業、日本経済新聞社に入社。日本企業の生産現場を毎日のように取材して歩く。
1989年、米ニューヨーク市のコロンビア大学に留学。その後、東京大学・大学院法学政治学研究科に入学。修士論文を出版し日本経済新聞社に復帰。企業や中央官庁、政界を取材し、生きた日本経済や政策形成の最前線を日々学ぶ。東日本大震災発災直後には福島第一原発方面へ被災者支援と視察に行くなど、現場を自分の目で見ることを今も心がける。ベテラン記者職である編集委員を9年間にわたり務め、経済成長を促す様々な制度改革を提案。

### 政治家として
日本経済新聞編集委員としての国政批判に対し、ある国会議員からの「批判するのは簡単だ」との言葉が心に刺さり、批判や提言する立場から、自らの手で香川そして日本の課題を解決する道を決断。
2012年8月、日本経済新聞社を退職。自由民主党香川県連が実施した次期参院選の公募に応募。5人が応募した選考会を経て、同年9月に自民党香川県参議院選挙区第二支部長に就任した。
2013年、第23回参議院議員通常選挙に香川県選挙区（改選数1）から自民党公認で立候補し、初当選。
2019年、第25回参議院議員通常選挙で再選。
2021年10月4日、第1次岸田内閣が発足。10月6日付で外務大臣政務官に就任した。
2023年9月13日、第2次岸田第2次改造内閣が発足。9月15日付で防衛大臣政務官兼内閣府大臣政務官に就任した。
2024年7月25日、翌年7月の第27回参議院議員通常選挙の香川県選挙区公認候補として擁立することが自民党から発表された。
同年9月12日、岸田文雄総裁の後任を決める自由民主党総裁選挙において、小泉進次郎元環境相の推薦人となった
同年11月28日、参議院財政金融委員長に就任。
2025年、第27回参議院議員通常選挙で落選。

## 政策・主張

### 憲法
- 憲法改正について、2013年、2019年のアンケートで「賛成」と回答[11][12]。
- 9条改憲について、2013年の毎日新聞社のアンケートで「改正して、自衛隊を他国同様の『国防軍』にすべき」と回答[13]。

### 外交・安全保障
- 「集団的自衛権を行使できるよう、憲法解釈を見直すべきだ」との問題提起に対し、2013年の毎日新聞社のアンケートで「賛成」と回答[13]。
- 「他国からの攻撃が予想される場合には先制攻撃もためらうべきではない」との問題提起に対し、2013年のアンケートで「どちらかといえば賛成」と回答[11]。2019年のアンケートで「どちらともいえない」と回答[12]。
- 「北朝鮮に対しては対話よりも圧力を優先すべきだ」との問題提起に対し、2013年のアンケートで「賛成」と回答[11]。2019年のアンケートで「どちらともいえない」と回答[12]。
- 普天間基地の移設問題について、2013年の毎日新聞社のアンケートで「名護市辺野古に移設すべき」と回答[13]。
- 日本による過去の植民地支配と侵略を認めて謝罪した「村山談話」の見直し論議について、2013年の毎日新聞社のアンケートで「見直すべきではない」と回答[13]。
- 従軍慰安婦に対する旧日本軍の関与を認めた「河野談話」の見直し論議について、2013年の毎日新聞社のアンケートで「見直すべきではない」と回答[13]。

### その他
- 選択的夫婦別姓制度の導入について、2019年のアンケートで「どちらかといえば賛成」と回答[12]。
- 同性婚を可能とする法改正について、2019年のアンケートで「どちらとも言えない」と回答[12]。
- 「治安を守るためにプライバシーや個人の権利が制約されるのは当然だ」との問題提起に対し、2013年、2019年のアンケートで「どちらともいえない」と回答[11][12]。
- 永住外国人への地方参政権付与について、2013年のアンケートで「反対」と回答[11]。
- 首相の靖国神社参拝について、2013年のアンケートで「賛成」と回答[11]。
- アベノミクスについて、2019年のアンケートで「どちらかといえば評価する」と回答[12]。
- 消費税率を10％より高くすることについて、2019年のアンケートで「どちらかと言えば賛成」と回答[12]。

## 人物

### 事務所事務員への性加害疑惑
参院選初当選から間もない2013年8月、三宅は参議院議員会館6階の事務所に女性（以下、A子とする）をアルバイトの事務員として雇用した。会館事務所には当初、三宅の妻も常駐していたが、10月頃に地元の香川に戻った。それをきっかけとしてA子は、会館事務所に勤める三宅の女性秘書と折り合いが悪くなり、10月27日、職場の人間関係を理由に退職したい旨のメールを三宅に送信した。三宅は「夕食でもいかがですか。ホテルニューオータニのロビーで待ち合わせしたい」と返信し、あわせて西麻布のフランス料理店にA子を誘った。A子の証言によれば、この夜の出来事がきっかけで、A子は事務所を退職した。
2023年9月15日、政府は岸田改造内閣の副大臣26人・政務官28人の人事を決定。三宅は防衛大臣政務官兼内閣府大臣政務官に就任した。折しも自衛隊内では性加害やセクハラ行為が相次いで発覚している頃であり、A子はレッドカーペットが敷かれた階段の最前列で写真に収まる三宅の姿を見たとき、「私にあのようなことをした人がなぜ、国の安全保障に携わる要職に就いてるのか」と思ったという。
同年11月15日、週刊文春電子版が三宅の性加害疑惑を報道。同誌が三宅に事実関係を確認すると、三宅の事務所は顧問弁護士を通じ「議員は公務の予定後、A子さんとスタッフのいない事務所外で面談した可能性はあるが、セクハラ行為はあり得ない」と回答した。
同日午後、松野博一官房長官は会見で上記の報道について言及。「特段の連絡は受けていない」と述べたうえで、記事の内容は把握しているとし、「本人が必要に応じ、適切に説明すると考えている」と語った。
同年11月16日、参議院外交防衛委員会で、立憲民主党の福山哲郎が事実関係を確認すると、三宅は報道内容について、「御指摘の報道については、全く身に覚えがございません。その旨は週刊文春に対してもお答えをいたしております。その女性スタッフは、2013年10月27日に電子メールで私宛てに退職することを伝えてまいりました。本件記事では、その女性スタッフが私に相談のメールを送ったとありますけれども、そのメールは私に相談したいとの内容ではなく、既に退職したいと申し出る旨のメールでございます。退職の理由は、事務所スタッフとの不和と書かれていました。この記事では、あたかも私からセクハラ被害を受けたので退職したかのような内容になっておりますけれども、そのような事実はありません。」と述べて改めて否定した。その根拠として「全く身に覚えがない」「メールを確認したが、セクハラをうかがわせるようなやり取りは全くない」と説明した。また、「記事にあるようなセクハラの事実はないと確信いたしております。週刊文春に対しては、私が一切身に覚えがないと述べてきていること、私がその女性スタッフとのメールなどを提示して反論しているにもかかわらず、その女性スタッフの主張に偏った記事を掲載していることに対し、本日、弁護士を通じて抗議文を提出いたしました。」と説明した。A子と外食したかを問われると、「（メール受信日の翌日の）10月28日に面会しているのではないかと思うが、実際に面会したか、どこで面会したか、食事をとったかは覚えていない」と答えた。日本共産党の山添拓の質問に対しては、「退職後、セクハラに対する苦情といったものも含め、何らの接触もない」「クレームというか、その点についてメールを確認したところ、なかった」「それを裏付ける領収書なども確認できておりません」と答えた。山添は「クレームがなければセクハラがなかったということにはならない」と指摘した。

### 統一教会との関係
- 2021年7月から8月にかけて、世界平和統一家庭連合（旧統一教会）の関連団体「天宙平和連合（UPF）」が主催するイベント「ピースロード」が香川県で開催。同年8月7日、同イベントのクロージングセレモニーに、実行委員長を務めた平井卓也、磯﨑仁彦とともに「世界平和への道」と書かれたタスキをかけて出席した[20][21]。

### その他
- 趣味はカラオケと赤ワイン[4]。
- 座右の銘は「あなたが変われば世界が変わる」[4]。
- 家族は両親と妻、２男１女[4]。

## 所属団体・議員連盟

### 創設した議員連盟
- 国民とともに民事司法改革を推進する議員連盟（2018年3月設立）[22]
- 出入国在留管理業務の適正運用を支援する議員連盟（2020年11月設立）[22]
- 選択的夫婦別氏制度を早期に実現する議員連盟（2021年3月設立）[22]
- 未来社会を創出する、バッテリー等の基盤産業振興議員連盟（2021年6月設立）[22]
- ラグジュアリー観光等の振興を通じ、 我が国経済と文化の発展等を目指す議員連盟（2021年12月設立）[22]

### 所属している主な議員連盟
- 再生可能エネルギー普及拡大議員連盟（事務局長）[22][23]
- えん罪被害者のための再審法改正を早期に実現する議員連盟（幹事長代理）[22]
- 自民党たばこ議員連盟[24][25]
- 神道政治連盟国会議員懇談会
- 日本の印章制度・文化を守る議員連盟（幹事）[26]
- 日本の尊厳と国益を護る会
- 責任ある積極財政を推進する議員連盟[27]

## 支援団体
- 全国たばこ販売政治連盟（組織推薦候補者）[24]
- 神道政治連盟[28]

## 著書
- 『弁護士カルテル』（信山社出版、1995 ISBN 4882618508）
- 『知財戦争』（新潮社、2004 ISBN 4106100894）
- 『乗っ取り屋と用心棒―M&Aルールをめぐる攻防』（日本経済新聞社、2005 ISBN 4532312612）
- 『市場と法 いま何が起きているのか』（日経BP社、2007 ISBN 4822246167）
- 『Googleの脳みそ―変革者たちの思考回路』（日本経済新聞出版社、2011 ISBN 4532317126）

## 選挙歴
| 当落 | 選挙                     | 執行日         | 年齢 | 選挙区       | 政党       | 得票数     | 得票率 | 定数 | 得票順位 /候補者数 | 政党内比例順位 /政党当選者数 |
| ---- | ------------------------ | -------------- | ---- | ------------ | ---------- | ---------- | ------ | ---- | ------------------ | ---------------------------- |
| 当   | 第23回参議院議員通常選挙 | 2013年07月21日 | 51   | 香川県選挙区 | 自由民主党 | 23万3270票 | 65.1%  | 1    | 1/4                | /                            |
| 当   | 第25回参議院議員通常選挙 | 2019年07月21日 | 57   | 香川県選挙区 | 自由民主党 | 19万6126票 | 54.00% | 1    | 1/3                | /                            |
| 落   | 第27回参議院議員通常選挙 | 2025年07月20日 | 63   | 香川県選挙区 | 自由民主党 | 14万9902票 | 34.62% | 1    | 2/6                | /                            |